# 英語で読むシリーズ
英語で読むシリーズはジャパンタイムズが刊行する、主に古典などの歴史的題材を扱った英語学習用の副読本である。

## 概要
2005年に、英語学習者向け英字週刊紙週刊ST上の連載を書籍化した「英語で読む日本昔ばなし」が5巻ものとして刊行されて以来、毎年新しい題材をシリーズに加えている英語学習者向けの副読本シリーズ。対象は中高生など英語初学者向けのレベルであるが、実用英語としての質を確保するため、一貫して英語ネイティブによって書き起こされた文章を用いている。「英語で読む アメリカン・コラム」のみ編者が日本人翻訳家であるが、題材は英語ネイティブのコラムニストによる文章である。

## 構成

### 英語で読む日本昔ばなし
- 「英語で読む 日本昔ばなし Book 1」ベンジャミン・ウッドワード、2005年、ISBN 9784789011969

「桃太郎」「かちかち山」「かさ地蔵」「カッパの雨ごい」「おむすびころりん」
- 「英語で読む 日本昔ばなし Book 2」ベンジャミン・ウッドワード、2005年、ISBN 9784789011976

「浦島太郎」「さるかに合戦」「こぶとりじいさん」「にんじんとごぼうと大根」
- 「英語で読む 日本昔ばなし Book 3」ベンジャミン・ウッドワード、2005年、ISBN 9784789011983

「かぐや姫」「鶴の恩返し」「ねずみの嫁入り」「山姥と小僧」「うば捨て山」「のっぺらぼう」
- 「英語で読む 日本昔ばなし Book 4」ベンジャミン・ウッドワード、2005年、ISBN 9784789012058

「はなさかじいさん」「ぶんぶく茶がま」「まんじゅう怖い」「へっぴりよめご」「甘酒」「うそつき村」
- 「英語で読む 日本昔ばなし Book 5」ベンジャミン・ウッドワード、2005年、ISBN 9784789012065

「一寸法師」「舌切りすずめ」「びょうぶのトラ」「鼻たれ小僧」「いもごろごろ」「ねずみ」

### 英語で読む世界昔ばなし
- 「英語で読む 世界昔ばなし Book 1」ベンジャミン・ウッドワード、2006年、ISBN 9784789012195

「白雪姫」「アリ・ババと40人の盗賊」「ヘンゼルとグレーテル」「3匹の子ぶた」「パンドラの箱」
- 「英語で読む 世界昔ばなし Book 2」ベンジャミン・ウッドワード、2006年、ISBN 9784789012201

「赤ずきん」「ジャックと豆の木」「白蛇伝」「みにくいアヒルの子」「ペルセウスとメドゥーサ」
- 「英語で読む 世界昔ばなし Book 3」ベンジャミン・ウッドワード、2006年、ISBN 9784789012423

「ブレーメンの音楽隊」「アラジン」「はだかの王さま」「シャクンタラー」「カンガルーとウォンバット」「ゲオルギウスと竜」
- 「英語で読む 世界昔ばなし Book 4」ベンジャミン・ウッドワード、2006年、ISBN 9784789012430

「人魚姫」「ハーメルンの笛吹き男」「火の鳥」「すずの兵隊」「ウサギどんとタール人形」「イカロス」
- 「英語で読む 世界昔ばなし Book 5」ベンジャミン・ウッドワード、2006年、ISBN 9784789012447

「シンデレラ」「長靴をはいたネコ」「雪の女王」「イドゥンのリンゴ」「イソップ物語」

### 英語で読む古典落語
- 「英語で読む 古典落語」ベンジャミン・ウッドワード、2007年、ISBN 9784789012690

「皿屋敷」「寿限無」「頭山」「回り猫」「権兵衛狸」「天狗裁き」（CDナレーション、カナダ亭恋文）

### 英語で読むアメリカン・コラム
- 「英語で読む アメリカン・コラム」井上一馬、2008年、ISBN 9784789013321

デイヴィッド・ブルックス、クラレンス・ペイジ、ボブ・グリーン

### 英語で読む平家物語
- 「英語で読む 平家物語(上)」ベンジャミン・ウッドワード、2008年、ISBN 9784789012836

鐘、闇討ち、平家、鹿の谷の陰謀、俊寛、重盛、以仁王、橋合戦、混乱、源頼朝、清盛の死
- 「英語で読む 平家物語(下)」ベンジャミン・ウッドワード、2008年、ISBN 9784789012843

木曾義仲、都落ち、義仲の死、一の谷、首渡し、屋島、壇の浦、先帝身投げ、その後、頼朝と義経、六代、建礼門院

### 英語で読む坂本龍馬
- 「英語で読む 坂本龍馬(上)」ロミュラス・ヒルズボロウ、2009年、ISBN 9784789013802

幼少時から、西郷隆盛との出会いまで
- 「英語で読む 坂本龍馬(下)」ロミュラス・ヒルズボロウ、2009年、ISBN 9784789013819

亀山社中設立から、近江屋での悲劇まで

### 英語で読む源氏物語
- 「英語で読む 源氏物語(上)」グレン・サリバン、2010年、ISBN 9784789014007

「桐壷」「空蝉」「夕顔」「若紫」「葵」「賢木」「須磨」「明石」「松風」源氏誕生から、明石の君との再会まで
- 「英語で読む 源氏物語(下)」グレン・サリバン、2010年、ISBN 9784789014014

「薄雲」「乙女」「若菜」「柏木」「御法」「幻」藤壷の死から、源氏の出家まで

### 英語で読む聖書
- 「英語で読む 旧約聖書」ベンジャミン・ウッドワード、2010年、ISBN 9784789014106

天地創造、アダムとエバ、カインとアベル、ノア、バベルの塔、アブラハム、ソドムとゴモラ、アブラハムとイサク、ヤコブとエサウ、ヤコブと御使い
- 「英語で読む 新約聖書」ベンジャミン・ウッドワード、2010年、ISBN 9784789014113

受胎告知、イエスの誕生、洗礼者ヨハネ、カナでの婚礼、見失った羊のたとえ、放蕩息子のたとえ、ナザレに帰る、ヨハネの死、エルサレムへ、神殿、逮捕、祭司の前のイエス、十字架上の死、復活